# Majdan Ostrowski
Majdan Ostrowski (pronunciación en polaco: /ˈmajdan ɔsˈtrɔfskʲi/) es un pueblo ubicado en el distrito administrativo de Gmina Wojsławice, dentro del Condado de Chełm, Voivodato de Lublin, en Polonia oriental. Se encuentra aproximadamente a 6 kilómetros al noroeste de Wojsławice, a 23 kilómetros al sur de Chełm, y a 72 kilómetros al sureste de la capital regional Lublin.